# 嘘屋佐々木酒人
嘘屋佐々木酒人（うそや・ささき・きびと）は、日本のアダルトゲームのフリーのゲームシナリオライター。「嘘屋」は1997年4月1日からペンネームに冠して使うようになった「屋号というか愛称のようなもの」だと言っている。由来は、フィクション（嘘）を書いて売る商売人、という意味のやや自虐的冗談。「酒人」は本人が酒好きであることの他に、『雨月物語』の登場人物・当麻酒人（たぎまのきびと）による。
その生々しい描写と個性的なテキストには固定ファンが多いことで知られている。中でも、交通事故のために人間離れした絶倫となってしまった主人公の物語『逸脱』は人気が高く、5年後に続編『逸脱愛』が制作された。また、『びっちんちょ 〜全員整列っ。当クラスのおち×ぽはワタクシこと委員長が一括管理いたします〜』では、主人公が感極まった時の表現として画面いっぱいのメッセージウィンドウを用いるという手法が用いられた。

## 作品
（）内は発売日・ブランド。
- 魔法使いの♀弟子（2000年3月10日・deeps）
- 逸脱（2001年11月22日・Soleil）
- 誕生日 〜通い妻(自称)日記〜（2002年11月29日・JANIS）
- MIND REAPER（2003年5月16日・JANIS）
- CANDY TOYS（2003年6月6日・JANIS）
- そらのいろ、みずのいろ（2004年6月25日・Ciel）
- 真章 幻夢館（2004年12月17日・Ciel）
- に〜づまはセーラー服 〜ダーリンは担任教師〜（2005年12月2日・Puzzlebox）
- 逸脱愛 〜オレニヤラセロ〜（2006年7月28日・Sukaradog）
- 悪鎖（2007年7月20日・Sukaradog）
- しょぱん!（2007年8月24日・light）
- ぶっかけ!! 〜先輩はミルクまみれ〜（2007年10月26日・もーにんぐ）
- Dies irae -Also sprach Zarathustra-（2007年12月21日・light 共著）
- さかしき人にみるこころ（2008年5月30日・light）
- ぶっかけ!!2 〜りみちゃんチャコちゃんミルクまみれ〜（2008年5月30日・もーにんぐ）
- 特濃 汁まみれ!〜ザーメンだらけのプールサイド〜（2009年3月20日・汁・ザル）
- どんちゃんがきゅ〜（2009年5月29日・light）
- 激!特濃 汁まみれ!〜先輩に出してかけてザーメンだらけ〜（2010年5月28日・汁・ザル）
- まじのコンプレックス（2010年8月27日・light）
- えむ先生のこと（2010年10月29日・スタジオカメ）
- びっちんちょ 〜全員整列っ。当クラスのおち×ぽはワタクシこと委員長が一括管理いたします〜（2011年4月28日・スタジオカメ[1]）
- お父さんとわたし（2011年10月28日・スタジオカメ）
- TRIPLE×SADISTIC 〜ドSなオレと令嬢たちの14日間〜（2012年11月30日・BlackLUNA）
- えす先生のこと（2013年03月29日・スタジオカメ）
- つまびっち!! 〜ターゲットは村人全員ww人妻達のあへエロ夏物語〜（2013年11月29日・パンチラキック）
- 愛妹恋愛（2014年3月28日・インターハート）
- いたずら狂悪（2015年1月30日・REAL）
- J×J 女子校生獣化計画 ～メス〇公開生調教～（2015年3月20日・Drei）
- らぶきゅばす! ～おんなのこあくま♀♂おとこのこあくま～（2016年1月29日・CuteRush）
- タンテイセブン（2017年6月30日・Digital Cute）